# Ligne Tōkyū Tamagawa
Ne doit pas être confondu avec Ligne Seibu Tamagawa.
La ligne Tōkyū Tamagawa (東急多摩川線, Tōkyū Tamagawa-sen) est une petite ligne ferroviaire de la compagnie privée Tōkyū à Tokyo au Japon. Elle relie la gare de Tamagawa à celle de Kamata dans l'arrondissement d'Ōta.
Sur les cartes, la ligne Tōkyū Tamagawa est de couleur violette et les stations sont identifiées par les lettres TM suivies d'un numéro.

## Histoire
La ligne Tōkyū Tamagawa a été créée le 6 août 2000 en reprenant la partie sud de l'ancienne ligne Mekama, l'autre partie devenant la ligne Meguro.

## Caractéristiques

### Ligne
- Longueur : 5,6 km
- Ecartement : 1 067 mm
- Alimentation : 1 500 Vcc par caténaire

### Liste des gares
La ligne comporte 7 gares, identifiées de TM01 à TM07.
| Numéro | Gare                  | Nom japonais | Distance (km) | Correspondances                         | Arrondissement |
| ------ | --------------------- | ------------ | ------------- | --------------------------------------- | -------------- |
| TM01   | Tamagawa              | 多摩川       | 0             | Tōkyū : Meguro, Tōyoko                  | Ōta            |
| TM02   | Numabe                | 沼部         | 0,9           |                                         | Ōta            |
| TM03   | Unoki                 | 鵜の木       | 1,9           |                                         | Ōta            |
| TM04   | Shimomaruko           | 下丸子       | 2,6           |                                         | Ōta            |
| TM05   | Musashi-Nitta         | 武蔵新田     | 3,3           |                                         | Ōta            |
| TM06   | Yaguchinowatashi (ja) | 矢口渡       | 4,2           |                                         | Ōta            |
| TM07   | Kamata                | 蒲田         | 5,6           | Tōkyū : Ikegami JR East : Keihin-Tōhoku | Ōta            |

## Matériel roulant

### Actuel
La ligne Tōkyū Tamagawa est parcourue par les trains suivant :

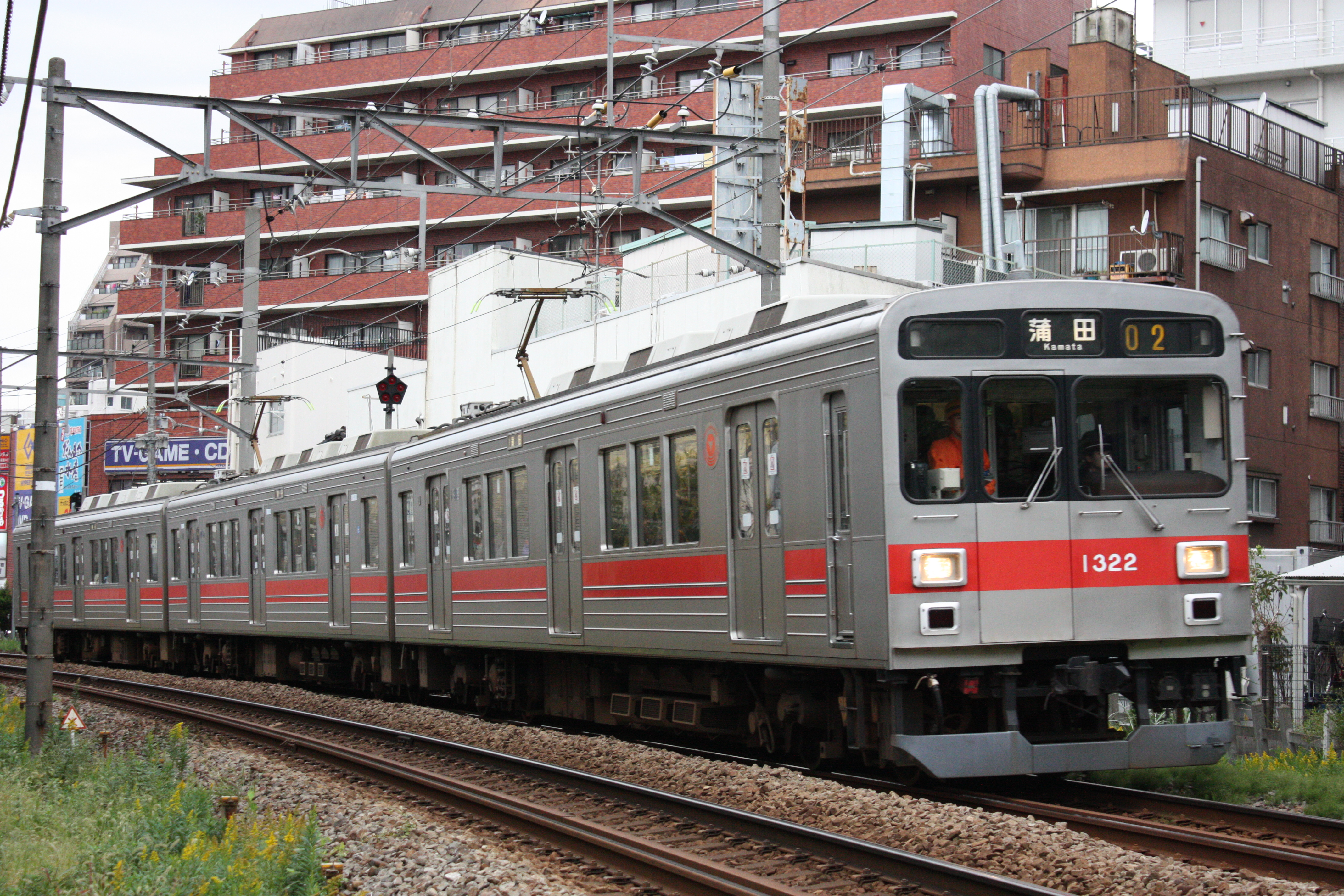
Série 1000
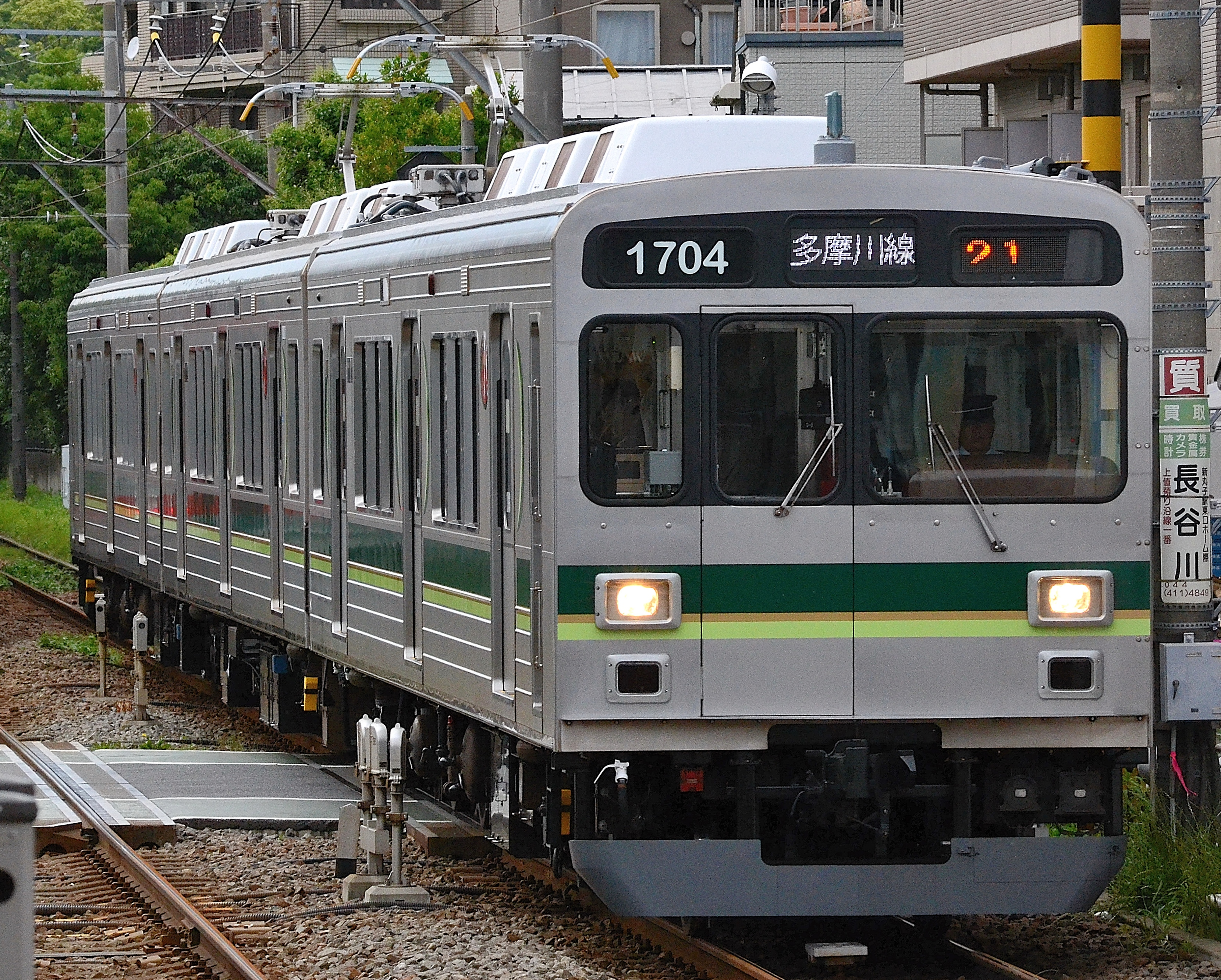
Série 1000-1500
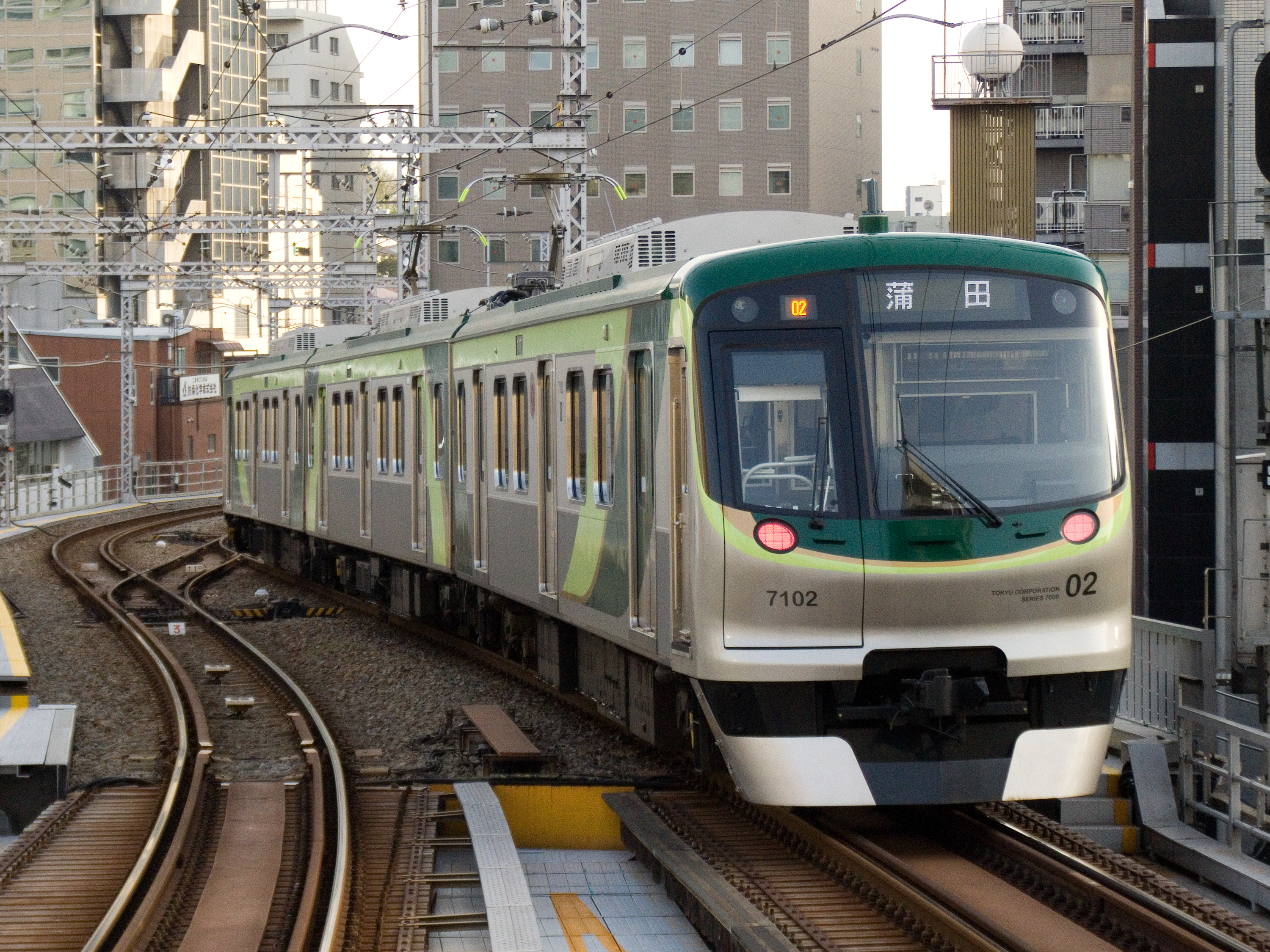
Série 7000

### Ancien

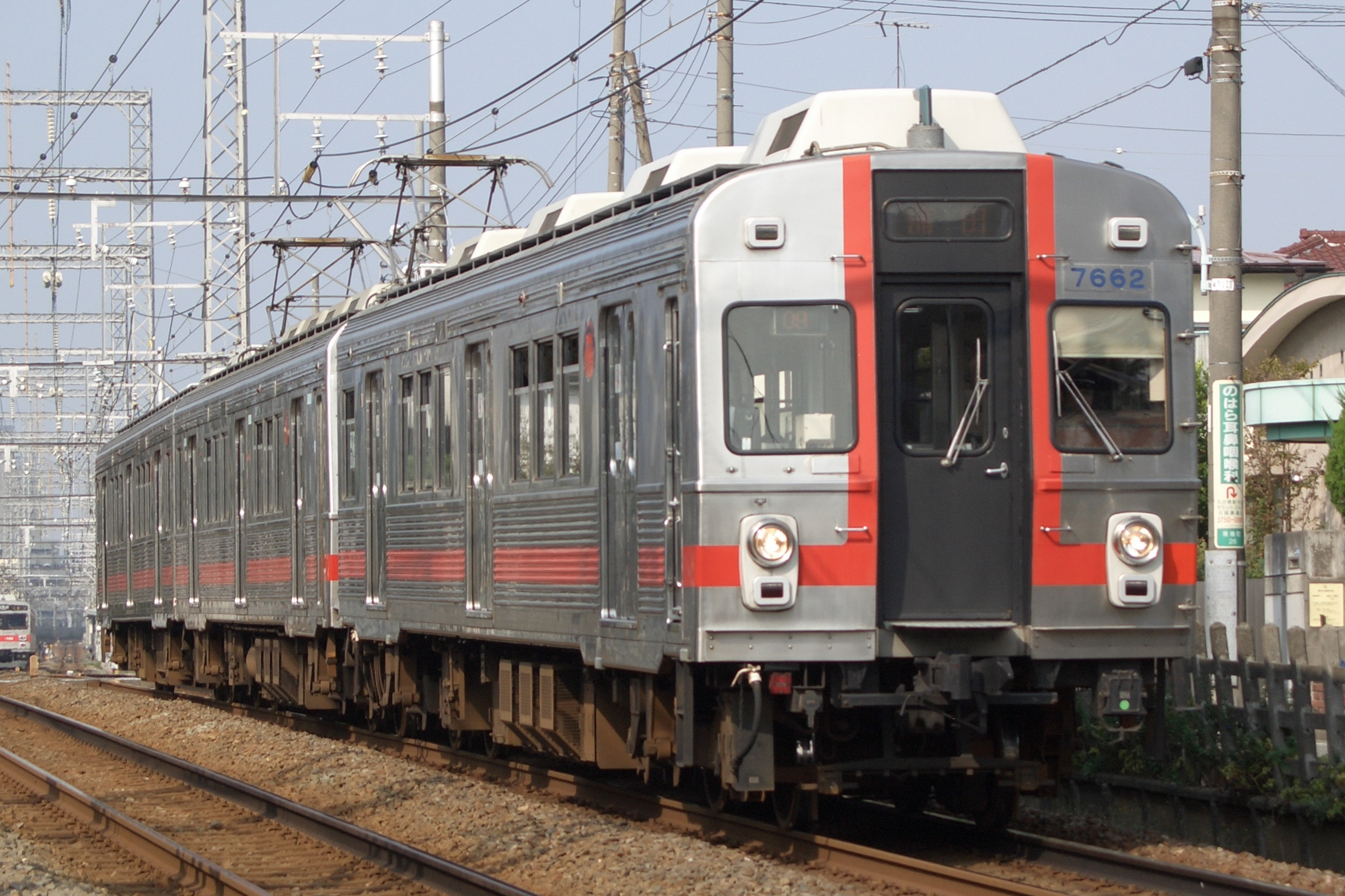
Série 7600
Série 7700